# What Comes Around Goes Around
What Comes Around Goes Around è il primo album dei Tuff, uscito il 14 maggio 1991 per l'etichetta discografica Atlantic Records.
Il brano Wake Me Up è stato scritto da Bret Michaels dei Poison. Parteciparono in qualità di coristi anche alcuni noti personaggi della scena hair metal, quali: il chitarrista di Alice Cooper Kane Roberts; il chitarrista dei Pretty Boy Floyd Kristy Majors; Ken Mary, chitarrista dei Fifth Angel, Accept, Chastain, Impellitteri e Alice Cooper; Kenny Chaisson, bassista dei Keel; Spike dei Quireboys.

## Tracce
1. Ruck a Pit Bridge
2. The All New Generation
3. I Hate Kissing You Good-bye
4. Lonely Lucy
5. Ain't Worth a Dime
6. So many Seasons
7. Forever Yours
8. Wake Me Up
9. Spit Like This
10. Good Guys Wear Black

## Formazione
- Stevie Rachelle - voce
- Jorge DeSaint - chitarra, cori
- Todd Chase - basso, cori
- Michael Lean - batteria, cori

### Altro Personale
- Howard Benson - tastiere
- Kane Roberts - cori
- Ken Mary - cori
- Tommy Funderburk - cori
- Frankie Muriel - cori
- Kristy Majors - cori
- Vince Kelly - cori
- Kenny Chaisson - cori
- Spike - cori